# Bryan White

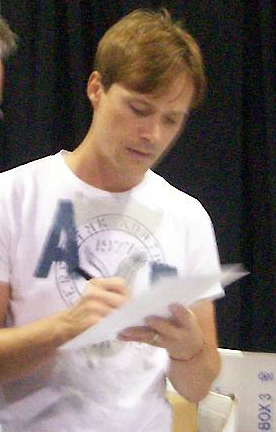
Bryan White (2010)

Bryan Shelton White (* 17. Februar 1974 in Lawton, Oklahoma, USA) ist ein US-amerikanischer Country-Sänger, der mit Someone Else’s Star (1995), Rebecca Lynn, So Much for Pretending (beide 1996) und Sittin’ on Go (1997) vier Nummer-eins-Hits in den US-amerikanischen Country-Charts hatte. Insgesamt hat er über zweieinhalb Millionen Alben alleine in den USA verkauft.

## Anfänge
Als Sohn professioneller Musiker kam Bryan schon früh mit Rock ’n’ Roll und Country in Berührung. Seine Eltern trennten sich nur wenige Jahre nach seiner Geburt, blieben aber freundschaftlich verbunden und spielten weiterhin in derselben Band. Mit fünf Jahren begann Bryan Schlagzeug zu spielen. Seine eigentliche Leidenschaft aber war der Gesang. Aus seiner Begeisterung für Steve Wariner entstand 1988 der Wunsch, Country-Sänger zu werden. Der ebenfalls aus Oklahoma stammende Session-Musiker Billy Joe Walker vermittelte ihm erste Kontakte nach Nashville. Finanziell von seinen Eltern unterstützt, begann er nach Schulabschluss als Songwriter in der „Music City“.

## Karriere
Auf Vermittlung von Billy Joe Walker kam 1994 ein Vertrag mit dem Asylum-Label zustande. Im gleichen Jahr erschien sein Debüt-Album Bryan White. Die Single-Auskopplungen Someone Else’s Star und Rebecca Lynn erreichten 1995 Platz 1 der Country-Charts. Auch aus seinem zweiten Album, Between Now And Forever, wurden zwei Nummer-1-Hits ausgekoppelt. Im selben Jahr erhielt White als meistversprechender Nachwuchsmusiker den begehrten CMA Horizon Award und weitere Preise. 
Der Newcomer gehörte zu den Country-Musikern Nashvilles, die nicht mit Cowboy-Hut (sogenannte „Hat Acts“) auftraten. Sein Mainstream-Country fand auch bei Anhängern der Popmusik Anklang. Nach seinen ersten Erfolgen nutzte Bryan White seine Popularität für soziale Engagements. Ein von ihm initiiertes Benefizkonzert für die Opfer des Bombenattentats von Oklahoma erbrachte 60.000 $. Außerdem beteiligte er sich an mehreren Programmen zur Unterstützung unheilbar Kranker.
1997 erhielt das Duett From This Moment On auf dem Album Come On Over von Shania Twain große Aufmerksamkeit.
White schrieb auch Songs für andere Künstler, darunter die Top-5-Hits I Don’t Believe in Goodbye für Sawyer Brown (1995) und Imagine That für Diamond Rio (1998). Außerdem nahmen LeAnn Rimes (When Am I Gonna Get Over You) und Wynonna Judd (Sometimes I Feel Like Elvis) seine Lieder auf. Ende der 1990er Jahre ließen die Verkaufszahlen von Whites Platten nach. Seinen letzten Top-10-Hit hatte er 1997 mit Love Is the Right Place. Danach folgten noch einige kleinere Hits, bevor er 2000 endgültig aus den Charts verschwand.
Nach zehn Jahren erschien 2009 erstmals wieder ein Studio-Album von White: Dustbowl Dreams. 2014 folgte eine EP mit dem Titel Shine. White tritt nach wie vor regelmäßig auf.

## Privat
White ist seit 2000 mit der Schauspielerin Erika Page White verheiratet. Die beiden haben zwei Söhne. Whites Vater verstarb 2016 bei einem Unfall.

## Diskografie

### Alben
| Jahr | Titel                   | Höchstplatzierung, Gesamtwochen, AuszeichnungChartplatzierungen (Jahr, Titel, Platzierungen, Wochen, Auszeichnungen, Anmerkungen) | Höchstplatzierung, Gesamtwochen, AuszeichnungChartplatzierungen (Jahr, Titel, Platzierungen, Wochen, Auszeichnungen, Anmerkungen) | Anmerkungen |
| Jahr | Titel                   | US | Country | Anmerkungen |
| ---- | ----------------------- | --- | --- | ----------- |
| 1994 | Bryan White             | US88 Platin · (42 Wo.)US | Country13 (80 Wo.)Country |             |
| 1996 | Between Now and Forever | US52 Platin · (63 Wo.)US | Country7 (103 Wo.)Country |             |
| 1997 | The Right Place         | US41 Gold · (23 Wo.)US | Country7 (41 Wo.)Country |             |
| 1999 | How Lucky I Am          | US81 (3 Wo.)US | Country7 (23 Wo.)Country |             |

Weitere Alben
- 2009: Dustbowl Dreams

### Kompilationen
| Jahr | Titel         | Höchstplatzierung, Gesamtwochen, AuszeichnungChartplatzierungen (Jahr, Titel, Platzierungen, Wochen, Auszeichnungen, Anmerkungen) | Höchstplatzierung, Gesamtwochen, AuszeichnungChartplatzierungen (Jahr, Titel, Platzierungen, Wochen, Auszeichnungen, Anmerkungen) | Anmerkungen |
| Jahr | Titel         | US | Country | Anmerkungen |
| ---- | ------------- | --- | --- | ----------- |
| 2000 | Greatest Hits | — | Country25 (13 Wo.)Country |             |

### EPs
- 1999: Dreaming of Christmas
- 2006: My Christmas Project

### Singles
| Jahr | Titel Album                                                  | Höchstplatzierung, Gesamtwochen, AuszeichnungChartsChartplatzierungen (Jahr, Titel, Album, Platzierungen, Wochen, Auszeichnungen, Anmerkungen) | Anmerkungen |
| Jahr | Titel Album                                                  | Country | Anmerkungen |
| --- | ------------------------------------------------------------ | --- | ----------- |
| 1994 | Eugene You Genius Bryan White                                | Country48 (9 Wo.)Country |             |
| 1994 | Look at Me Now Bryan White                                   | Country24 (20 Wo.)Country |             |
| 1995 | Someone Else’s Star Bryan White                              | Country1 (20 Wo.)Country |             |
| 1995 | Rebecca Lynn Bryan White                                     | Country1 (20 Wo.)Country |             |
| 1996 | I’m Not Supposed to Love You Anymore Between Now and Forever | Country4 (20 Wo.)Country |             |
| 1996 | So Much for Pretending Between Now and Forever               | Country1 (20 Wo.)Country |             |
| 1996 | That’s Another Song Between Now and Forever                  | Country15 (20 Wo.)Country |             |
| 1997 | Sittin’ on Go Between Now and Forever                        | Country1 (20 Wo.)Country |             |
| 1997 | Love Is the Right Place The Right Place                      | Country4 (20 Wo.)Country |             |
| 1997 | One Small Miracle The Right Place                            | Country16 (20 Wo.)Country |             |
| 1998 | Bad Day to Let You Go The Right Place                        | Country30 (11 Wo.)Country |             |
| 1998 | Tree of Hearts The Right Place                               | Country45 (12 Wo.)Country |             |
| 1999 | You’re Still Beautiful to Me How Lucky I Am                  | Country39 (20 Wo.)Country |             |
| 1999 | God Gave Me You How Lucky I Am                               | Country40 (20 Wo.)Country |             |
| 2000 | How Long Greatest Hits                                       | Country56 (8 Wo.)Country |             |
| Folgende Lieder erschienen nicht als Single, wurden aber durch das Album zum Download und Streaming bereitgestellt und konnten somit eine Platzierung erlangen: |                                                              | |             |
| |                                                              | |             |
| 1999 | Holiday Inn Dreaming of Christmas                            | Country62 (1 Wo.)Country |             |

Weitere Singles
- 2009: The Little Things
- 2009: Gotta Have My Java

### Gastbeiträge
| Jahr | Titel Album                      | Höchstplatzierung, Gesamtwochen, AuszeichnungChartplatzierungen (Jahr, Titel, Album, Platzierungen, Wochen, Auszeichnungen, Anmerkungen) | Höchstplatzierung, Gesamtwochen, AuszeichnungChartplatzierungen (Jahr, Titel, Album, Platzierungen, Wochen, Auszeichnungen, Anmerkungen) | Anmerkungen      |
| Jahr | Titel Album                      | US | Country | Anmerkungen      |
| ---- | -------------------------------- | --- | --- | ---------------- |
| 1998 | One Heart at a Time              | US56 (20 Wo.)US | Country69 (5 Wo.)Country |                  |
| 1998 | From This Moment On Come On Over | US4 (40 Wo.)US | Country6 (32 Wo.)Country | mit Shania Twain |